# 品川インターシティ

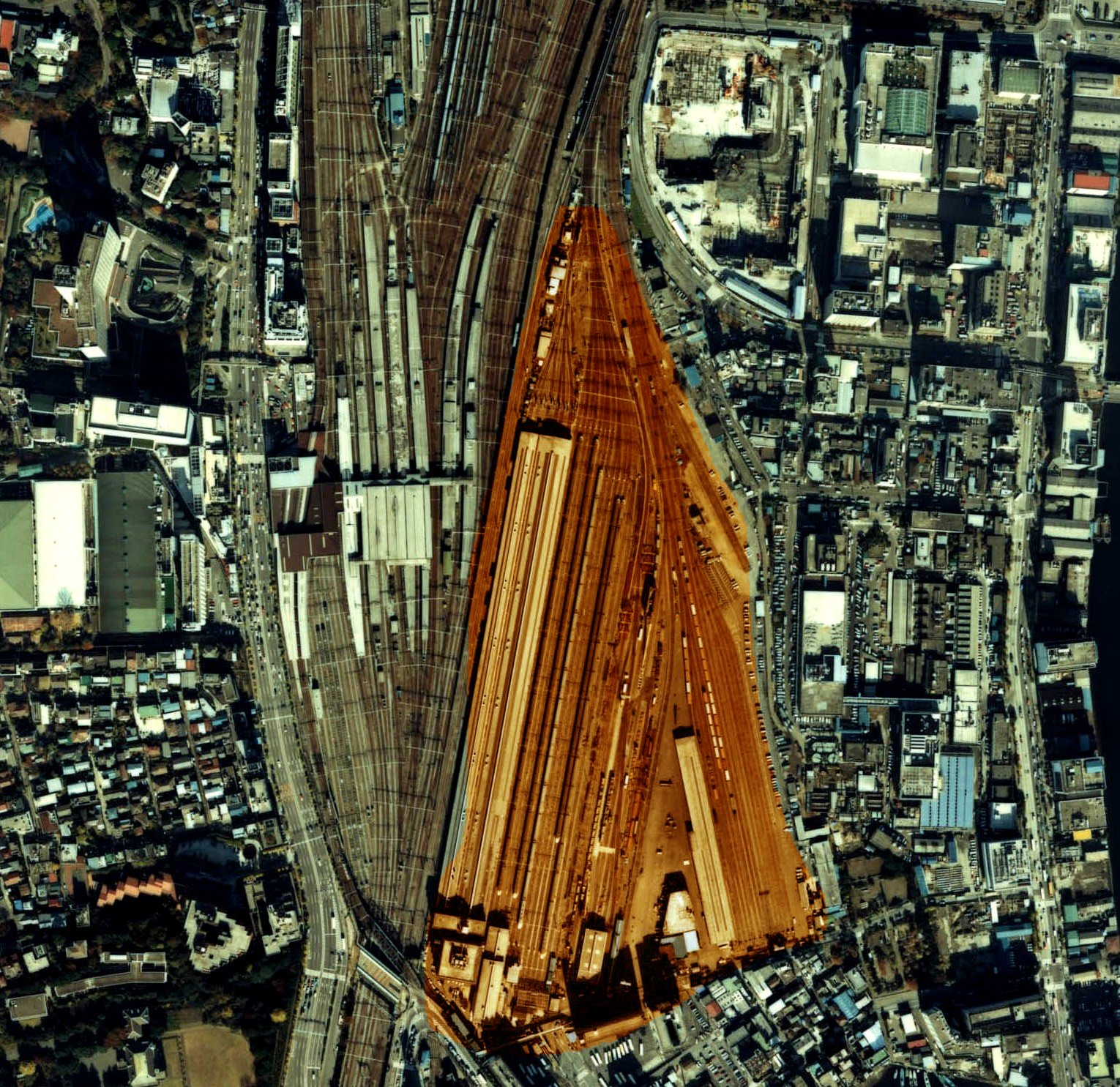
航空写真に見る1984年頃の品川駅周辺。写真右（東側）一帯の着色されているところが貨物ヤードと新幹線の車両基地。現在グランドコモンズやインターシティが建っているところになる。

品川インターシティ（しながわインターシティ）は、東京都港区港南・品川区北品川にまたがる再開発都市。 
品川駅東口にあった旧国鉄の操車場跡地の再開発プロジェクトの一つ。

## 概要
興和不動産（現在の日鉄興和不動産）・住友生命・大林組が開発を担当した。品川駅東口地区再開発地区計画のA-1地区にあたる。
1998年11月に竣工した。約35,564平方メートルの敷地にA棟・B棟・C棟の3棟からなる高層オフィスビルとShop&Restaurant棟のショッピングエリア、ホール棟からなっている。また西側の品川グランドコモンズとの間には幅45m、長さ400mの品川セントラルガーデンがある。同じく旧国鉄跡地を再開発して誕生した品川グランドコモンズとの再開発計画が中心となって2000年頃を境に品川駅東口は交通広場 なども整備され、大きく景観が変わった。

## 歴史
- 1984年（昭和59年） - 興和不動産が旧国鉄品川駅東口貨物ヤード跡を取得。現在の品川インターシティの部分にあたる。
- 1987年（昭和62年） - 国鉄が民営化される。それに伴い国鉄清算事業団に貨物ヤード跡地に隣接する新幹線基地の部分が移管される[注 4]。ここも追加で開発されることになり、興和不動産の取得部分と一体なって大規模な再開発が検討されることになる。
- 1990年（平成2年） - 東京都、港区、品川区、国鉄清算事業団、JR東日本により「品川駅東口再開発地区計画策定委員会」を設置。
- 1992年（平成4年）6月 - 都市計画決定。
- 1998年（平成10年）11月 - 竣工。
- 2001年（平成13年）- 品川駅東口前に品川インターシティフロントが完成。
- 2003年（平成15年）9月 - 品川駅の東西自由通路が完成。東海道新幹線・品川駅が開業。隣接する品川グランドコモンズ竣工。
- 2004年（平成16年）3月 - 京王品川ビルが竣工。

## 建物
品川駅に近いほうからA、Shop&Restaurant、B、C、ホールが南下する形で建ち並んでいる。また、各ビルとも1階の部分のほか、2階部分にあるペデストリアンデッキ「スカイウェイ」で連絡している。この「スカイウェイ」は隣接する品川グランドコモンズの各ビルにも連絡している。

### 品川インターシティA
オフィスを中心とした高層ビル。ビルは総ガラス張りでオーバル（楕円）状の形をしたビルとなっている。近鉄エクスプレス、工機ホールディングス、フォーラムエイト、粧美堂本社、IDEC、タキロンシーアイ、北陸先端科学技術大学院大学東京サテライト等が入居している。低層階は飲食店などの店舗が入っている。
- 地上32階、地下2階
- 高さ:約144.5メートル

### 品川インターシティShop&Restaurant
A棟とB棟の間にあり、飲食店や各種店舗が入っている施設である。また毎週日曜日には建物の前でフリーマーケットが催される。
- 地上5階、地下3階

### 品川インターシティB
オフィスを中心とした高層ビル。造りは隣のC棟とのツインビルとなっている。大林組本社等が入居している。低層階は飲食店などの店舗になっている。
- 地上31階、地下3階
- 高さ:約139.9メートル

### 品川インターシティC
隣のB棟とは連接してツインビルとなっている。NECキャピタルソリューション本社、ニコン本社およびニコンミュージアム（企業博物館）、有限責任監査法人トーマツ本部が入居している。かつてはソニー「品川テクノロジーセンター」として利用されていた。
- 地上31階、地下3階
- 高さ:約139.9メートル

### 品川インターシティホール
1階から2階にかけて各種イベント・セミナー・展示会など多目的に利用できる最大約700名収容可能な品川インターシティホールがあり、地下1階に貸会議室とYKK APのショールームがある。

### 品川セントラルガーデン
品川インターシティと品川グランドコモンズとの間にある緑地スペース。
幅約45メートル、長さ約200メートルで、敷地の管理区分により北側は港区の管轄による「汐の公園」、中央部分が再開発地区の公共空地、南側は港区、品川区の管轄による「杜の公園」になっているが、空間的には統一された造りになっている。
敷地内には多くの樹木が植わっている他、随所に品川の街の自然をイメージした造形物が置かれている。周辺のビジネスマンなどの憩いの場となっている。

## 関連ビル

### 品川インターシティフロント
再開発地区のA-2地区に誕生したビル。2001年に竣工。品川駅東口交通広場そばにあるオフィスビルである。インターシティとは「スカイウェイ」（遊歩道）でつながっている。
- 地上9階、地下1階

## ギャラリー

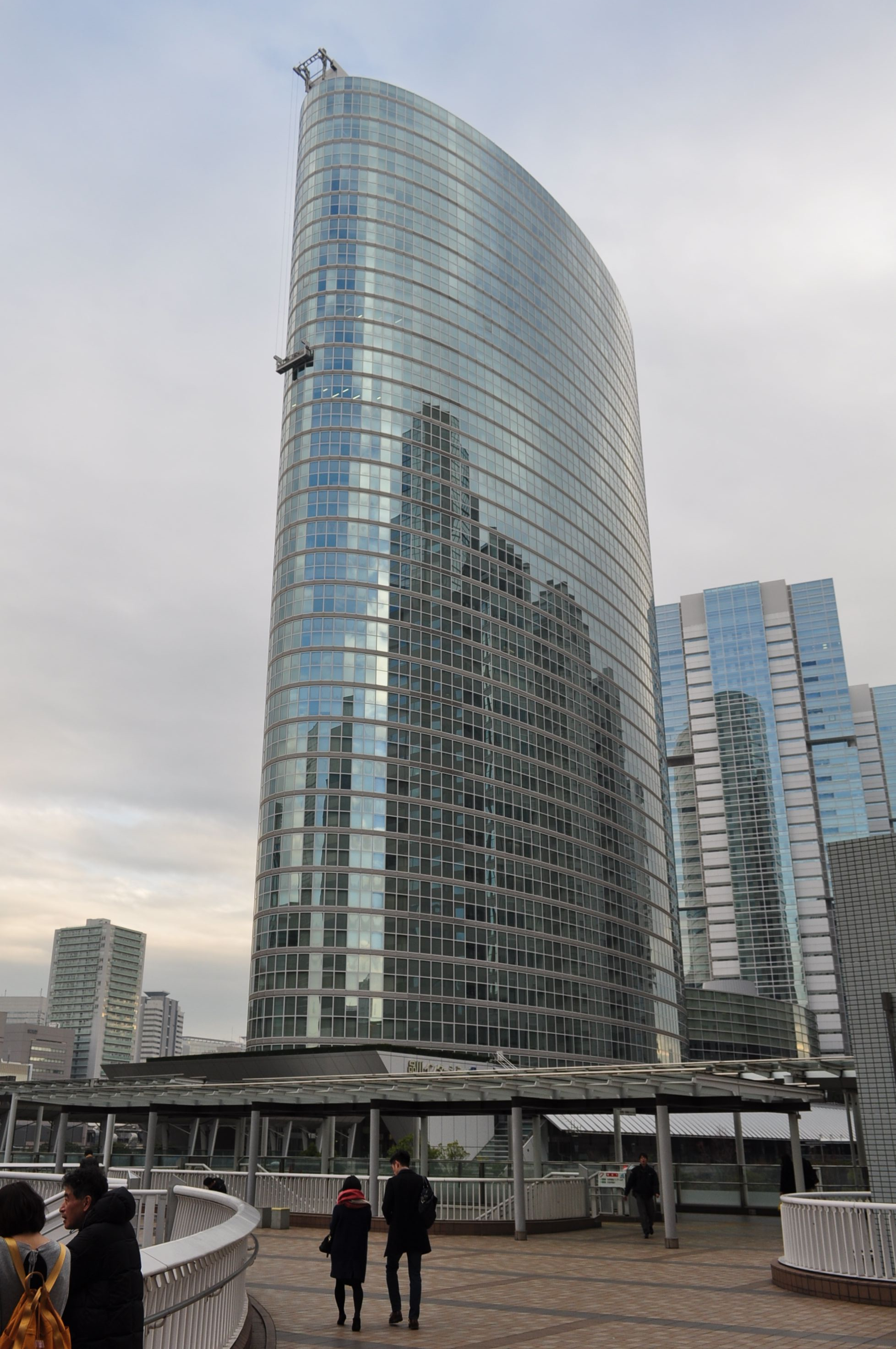
品川駅前から見た品川インターシティA棟（2017年12月16日撮影）
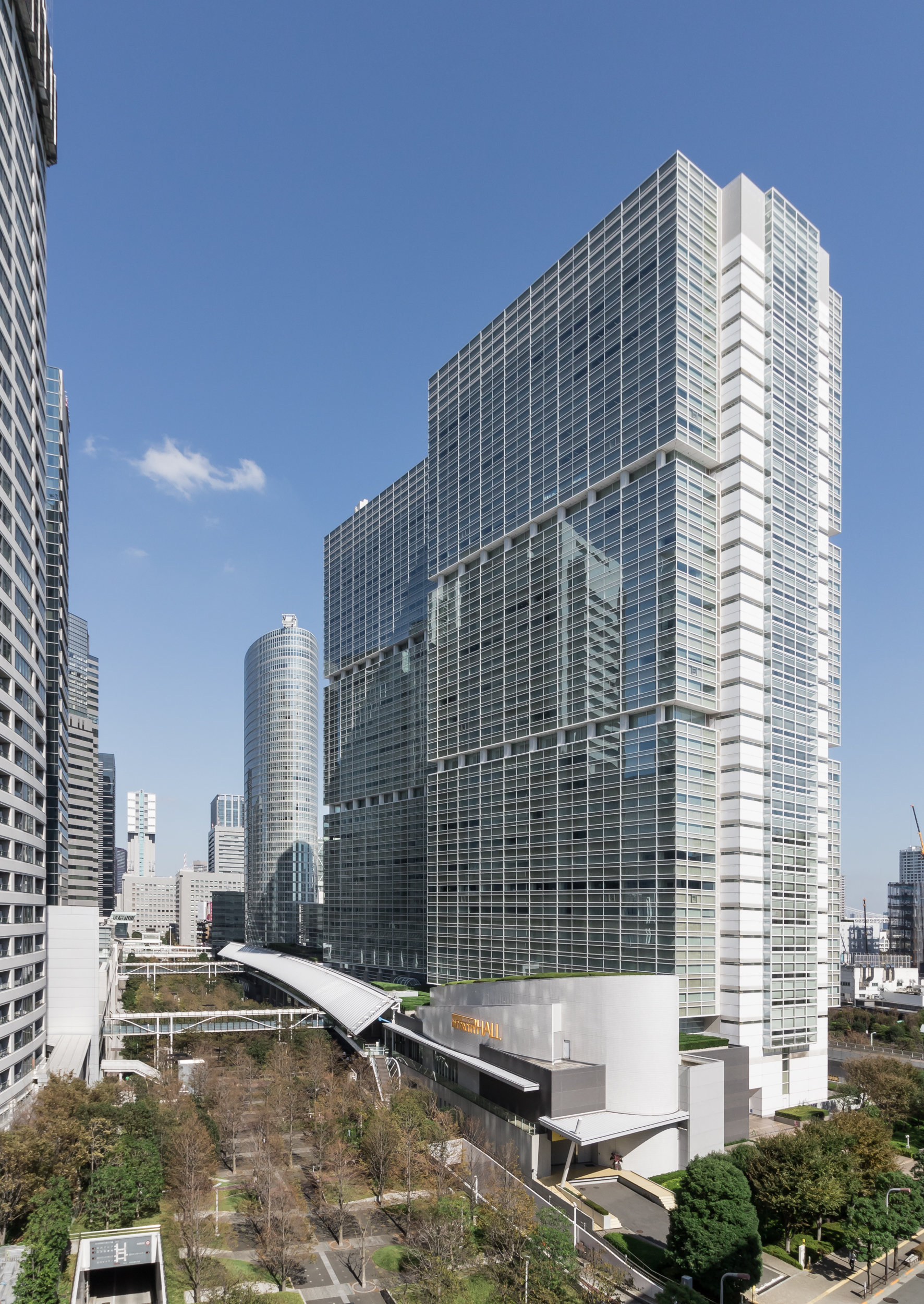
品川インターシティ、奥からA棟、B棟、C棟。一番手前下にインターシティホール